# Espectrògraf

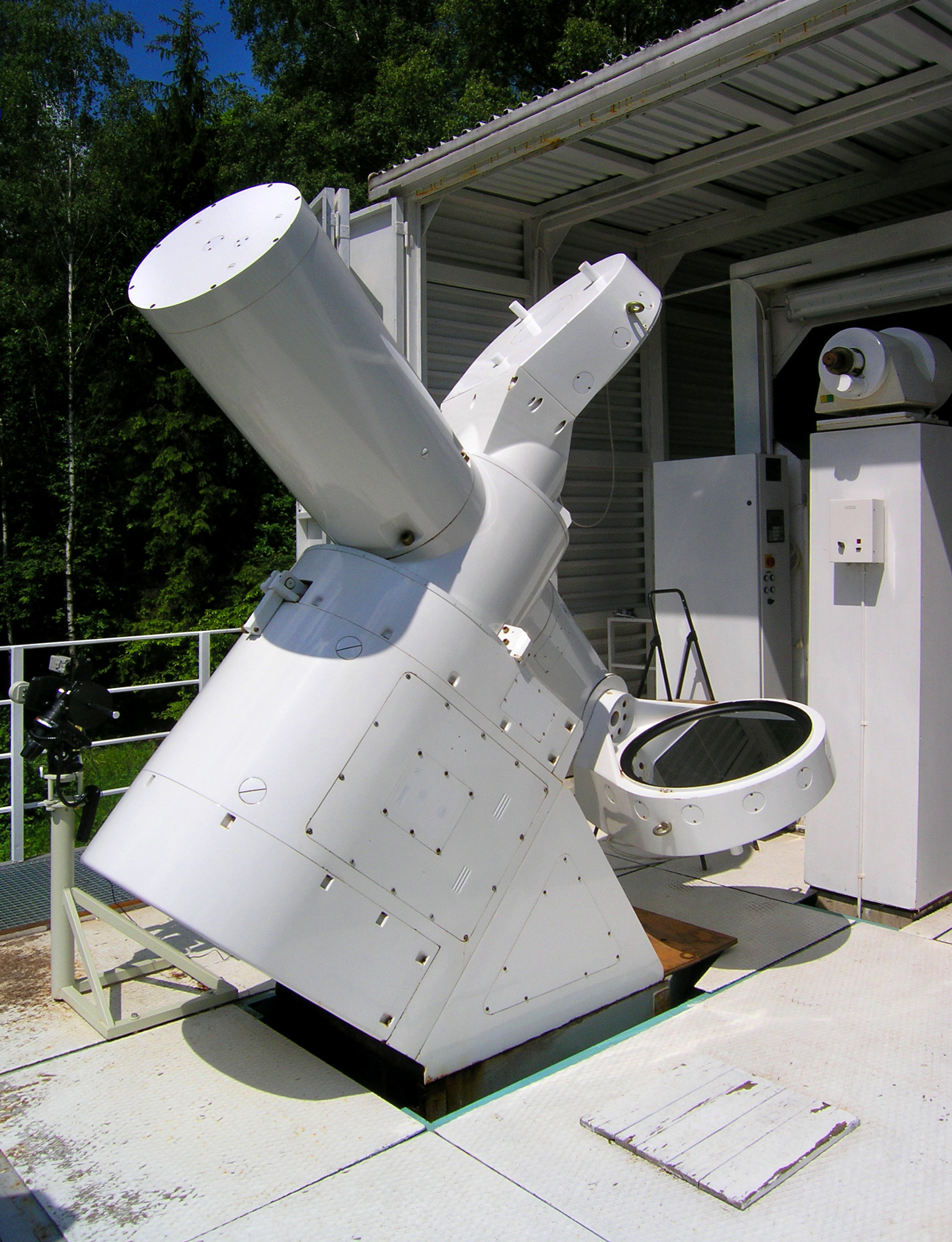
Espectrògraf solar

Un espectrògraf és un aparell que permet d'enregistrar sobre un suport d'imatge (placa fotogràfica, receptors fotoelèctrics, càmeres de televisió) l'espectre de la radiació electromagnètica provinent d'una determinada font. La incorporació a un espectròmetre d'una càmera fotogràfica el converteix en un espectrògraf.
Etimològicament espectrògraf és un mot compost de espectro, forma prefixada del mot espectre; i de -graf, forma sufixada del grec -graphos, derivat del mot graphé, "escriptura", que indica l'instrument que escriu, que enregistra.
En un espectrògraf de placa fotogràfica, associat a un telescopi clàssic, permet d'analitzar el domini espectral comprès entre els 310 nm i 1 100 nm (que inclou el domini visible, l'infraroig proper i l'ultraviolat proper). La placa fotogràfica pot ésser substituïda, en aquest domini, per càmeres electronogràfiques, càmeres CCD, càmeres de televisió o receptors fotoelèctrics.